# Seidenmuseum Soufli
Das Seidenmuseum in Soufli (griechisch Μουσείο Μετάξης) zeigt alle Phasen und Stufen der Seidenraupenaufzucht und des vorindustriellen Prozesses der Seidenverarbeitung. Es behandelt auch den sozialen und ökonomischen Hintergrund, der die Region vom Ende des 19. Jahrhunderts bis zur Mitte des 20. Jahrhunderts zu einem bedeutenden Seidenproduktionszentrum in Griechenland machte. Das Museum gehört zum Netzwerk der Kulturstiftung der Piraeus Bankgruppe (Πολιτιστικό Ίδρυμα Ομίλου Πειραιώς).

## Museumsgebäude

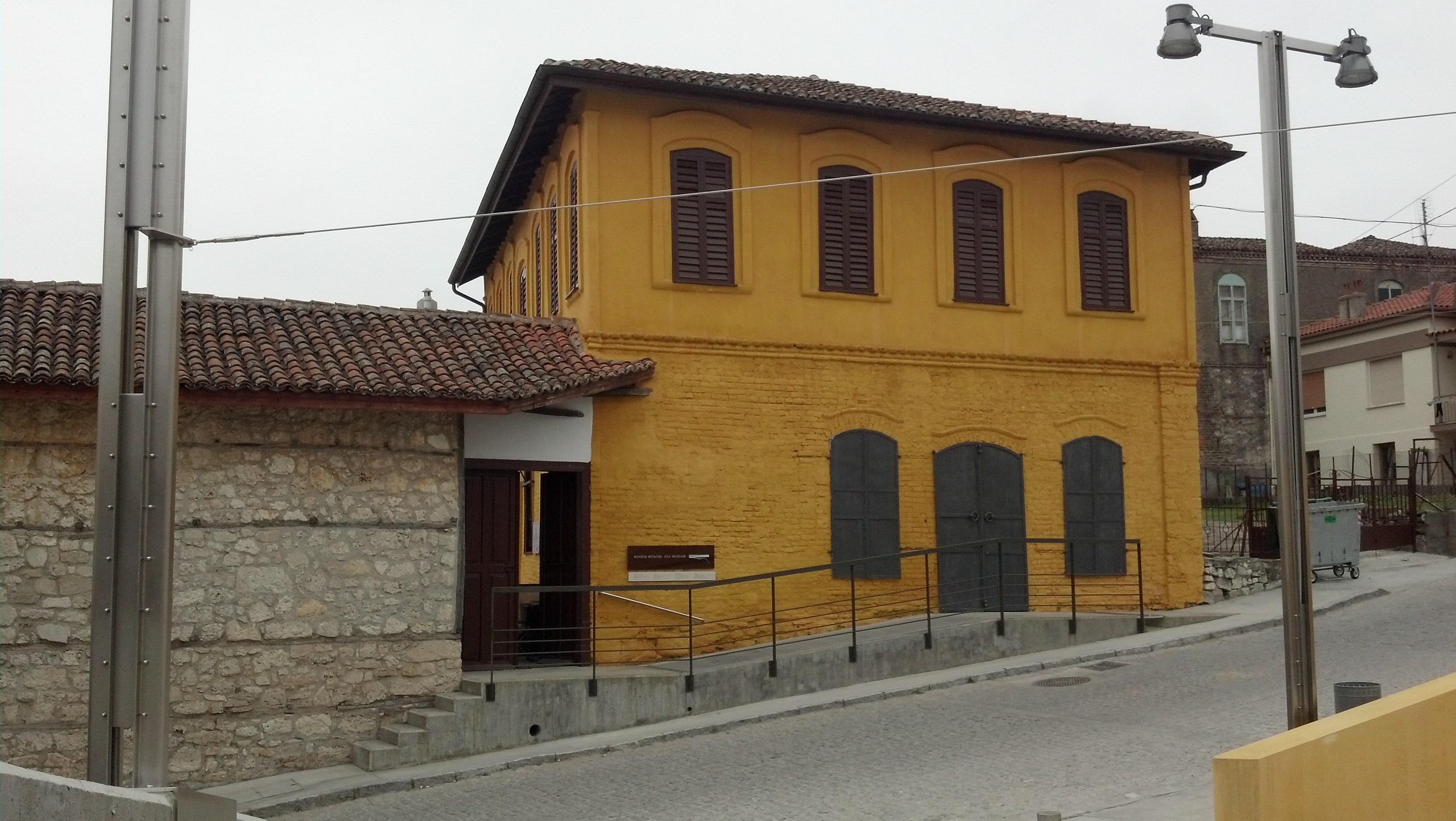
Das Museumsgebäude

Das Museum befindet sich in dem 1883 erbauten Kourtidis-Herrenhaus, einem typischen Beispiel der bürgerlichen Architektur Thrakiens. Die Tochter des Besitzers spendete 1976 das Gebäude für die Nutzung als Seidenmuseum. Ab 1986 wurden systematische historische, ethnologische und architektonische Forschungen betrieben zur Nutzung des Gebäudes für eine ständige Ausstellung über die Seidenproduktion und die Seidenproduktion. Das Museum wurde 1990 eröffnet und 2007 vorübergehend für die Renovierung der Räumlichkeiten, die Erweiterung um das Obergeschoss und die Umgestaltung für eine Dauerausstellung geschlossen. Die Restauration wurde im Stil der Zeit mit zeitgenössischen Materialien durchgeführt. Die Dauerausstellung wurde seit der Wiedereröffnung 2009 mit modernen Technologien ausgestattet.

### Ausstellung
Im Erdgeschoss widmet sich die neue Dauerausstellung der Geschichte der Seide sowie ihrer Rolle für die Stadt Soufli als Zentrum der Seidenindustrie bis zur Mitte des 20. Jahrhunderts. Integriert zeigen zwei audiovisuelle Präsentationen die Rolle der Seide als zeitloses Element der materiellen Kultur und den geschichtlich-geografischen und ökologischen Bezug zur Stadt. Angeschlossen ist ein Mehrzweckraum.
Im Obergeschoss werden vorindustrielle Techniken der Seidenherstellung und die Zucht der Seidenraupen gezeigt und die Bedeutung der Seidenraupenzucht für die Region dargestellt. Diese Ausstellung ist in vier Einheiten unterteilt:
- Der erste Schauraum erzählt die Geschichte der Seide, beginnend mit China und der Ausbreitung in der griechischen und römischen Antike und den Stadien im byzantinischen Reich und osmanischen Reich.
- Im zweiten Raum werden die unterschiedlichen Entwicklungsstufen der Seidenraupenzucht dargestellt, von der Aufzucht der Raupen aus den „Seidensamen“ bis zum Abkochen der Kokons.
- Im dritten Raum wird die Herstellung von Seide gezeigt: Das Reinigen und Sortieren der Kokons und das Weben feiner Seide, wie es in Soufli früher gemacht wurde.
- Im vierten Raum wird der größere sozio-ökonomische Hintergrund der Seidenproduktion beleuchtet, wie er sich in Griechenland und dem Rest Europas im 19. und 20. Jahrhundert entwickelte.